# Pinchas Zukerman
Pinchas Zukerman  (tiếng Hebrew: פנחס צוקרמן, sinh ngày 16 tháng 7 năm 1948) là một nghệ sĩ vĩ cầm, vĩ cầm và nhạc trưởng người Mỹ gốc Israel.

## Cuộc sống và sự nghiệp

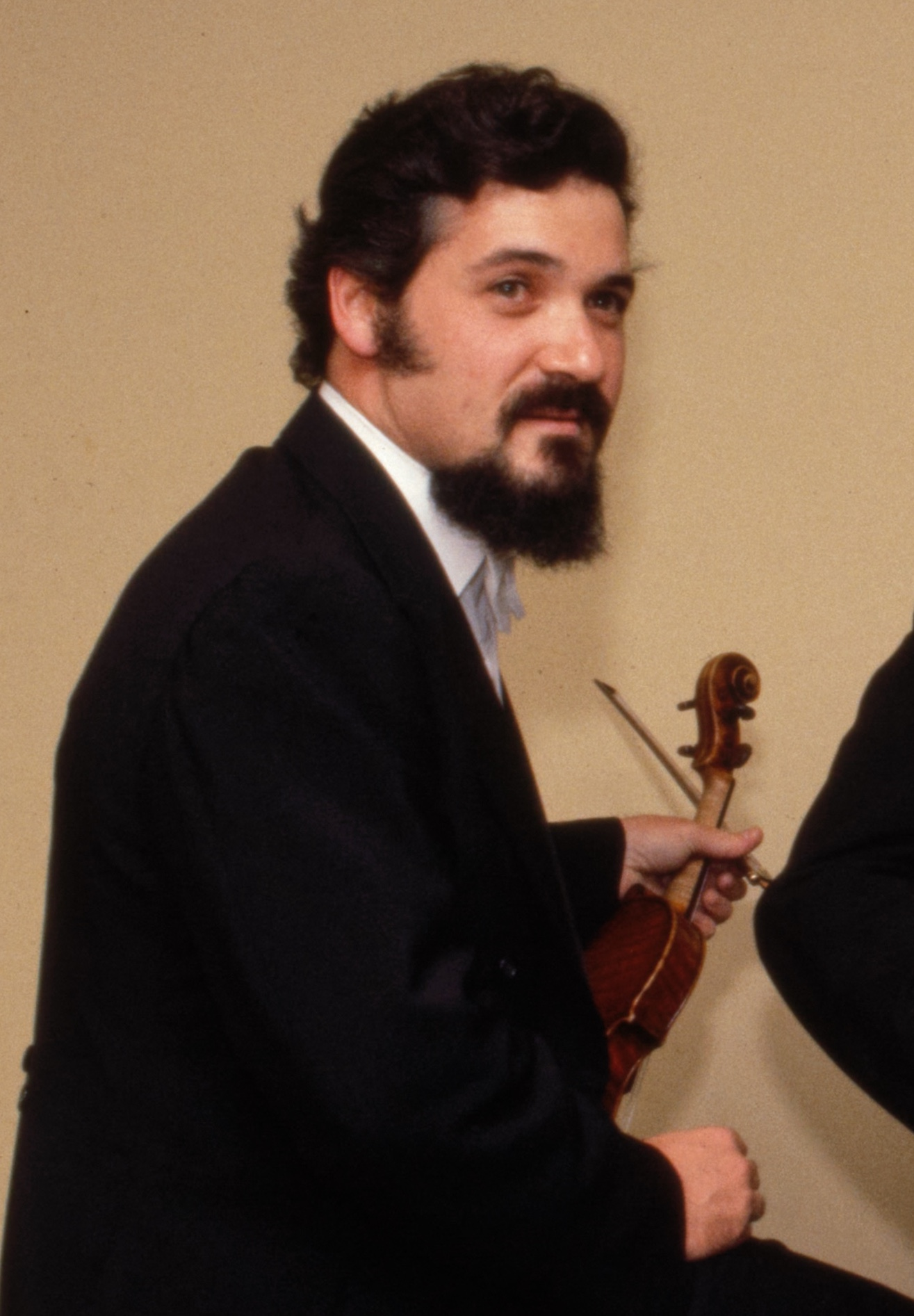
Zukerman vào năm 1980

Zukerman sinh ra ở Tel Aviv, với cha mẹ người Do Thái là Yehuda và Miriam Lieberman Zukerman, đều là những người sống sót sau thảm họa Holocaust. Ông bắt đầu học nhạc từ năm 4 tuổi với sáo dọc. Sau đó cha ông dạy ông chơi kèn clarinet, sau cùng ông bắt đầu chơi đàn vĩ cầm lúc 8 tuổi. Ban đầu ông học và nghiên cứu tại tại Học viện Âm nhạc Samuel Rubin (nay là Trường Âm nhạc Buchmann-Mehta). Isaac Stern và Pablo Casals đã biết đến tài năng vĩ cầm của Zukerman trong một chuyến thăm năm 1962 đến Israel. Zukerman sau đó chuyển đến Hoa Kỳ vào năm đó để học tại trường Juilliard dưới sự dẫn dắt của Stern và Ivan Galamian. Ông ra mắt công chúng tại thành phố New York vào năm 1963. Năm 1967, ông cùng đoạt Giải thưởng Leventritt với nghệ sỹ vĩ cầm Hàn Quốc Kyung-wha Chung. Bản thu âm đầu tay năm 1969 của ông về concerto của Tchaikovsky (dưới sự chỉ đạo của Antal Dorati cùng với Dàn nhạc Giao hưởng London) và Mendelssohn (với Leonard Bernstein và New York Philharmonic) đã khởi đầu một sự nghiệp thu âm thành công rực rỡ của ông với hơn 110 bản thu âm được phát hành.
Zukerman bắt đầu sự nghiệp chỉ huy âm nhạc của mình vào năm 1970 với Dàn nhạc Thính phòng Anh, và là giám đốc của Lễ hội Bờ Nam của London từ năm 1971 đến năm 1974. Tại Hoa Kỳ, Zukerman là giám đốc âm nhạc của Dàn nhạc thính phòng thánh Paul từ năm 1980 đến năm 1987. Sau đó, ông chỉ đạo các lễ hội mùa hè của Dàn nhạc Giao hưởng Dallas (1991–95) và Dàn nhạc Giao hưởng Baltimore (1996–99). Năm 1999, ông trở thành Giám đốc Âm nhạc của Dàn nhạc Trung tâm Nghệ thuật Quốc gia Canada (NACO) tại Ottawa, và thôi giữ chức vụ này vào năm 2015. Ông đã từng được mời làm chỉ huy chính của Dàn nhạc Giao hưởng Hoàng gia kể từ năm 2009 với tư cách khách mời.
Zukerman là giảng viên của Trường Âm nhạc Manhattan, đồng thời là người đứng đầu và là người sáng lập Chương trình Biểu diễn Zukerman tại trường. Các học trò cũ của ông bao gồm Koh Gabriel Kameda, Julian Rachlin và Guy Braunstein. Năm 1999, ông cũng thành lập Chương trình Nghệ sĩ Trẻ của Trung tâm Nghệ thuật Quốc gia, bao gồm các nhạc sĩ trẻ là cựu sinh viên của trường như Viviane Hagner, Jessica Linnebach và Antal Zalai. Năm 2006, Zukerman bắt đầu tham gia vào chương trình Cố vấn Nghệ thuật Rolex.
Vào năm 2021, trong một lớp học thực tế ảo do Trường Juilliard tổ chức, Zukerman đã khiến nhiều nhạc sĩ, sinh viên và giáo viên phẫn nộ bằng cách nhấn mạnh định kiến về chủng tộc và văn hóa. Ông nói với một cặp chị em mang trong mình nửa dòng máu Nhật Bản rằng họ đã chơi quá hoàn hảo và cần phải thêm nhiều "nước tương" vào vở kịch của mình, đồng thời nói rằng họ cần chơi tình cảm hơn, và những người ở Hàn Quốc và Nhật Bản không nên hát. Sau đó, ông giải thích "Nó không có trong DNA của họ." Trường Juilliard quyết định không phát hành video. Zukerman đã xin lỗi về những bình luận "thiếu văn hóa" và cho biết ông sẽ rút kinh nghiệm và thay đổi trong tương lai.
Zukerman chơi cây vĩ cầm "Dushkin" của Guarneri del Gesù chế tác năm 1742. Một số danh hiệu của ông bao gồm Giải thưởng Vua Solomon, Huân chương Nghệ thuật Quốc gia (do Tổng thống Reagan trao tặng năm 1983), Giải thưởng Isaac Stern cho Nghệ thuật Xuất sắc và bằng tiến sĩ danh dự của Đại học Brown.

## Cuộc sống riêng tư
Zukerman kết hôn với Eugenia Rich vào năm 1968. Họ có hai cô con gái, ca sĩ opera Arianna Zukerman và nhạc sĩ nhạc blues / dân gian Natalia Zukerman. Họ thường xuyên xuất hiện cùng nhau trong các buổi hòa nhạc cho đến khi ly hôn vào năm 1985. Zukerman sau đó đã kết hôn với nữ diễn viên Tuesday Weld từ năm 1985 đến 1998. Sau đó ông kết hôn lần thứ ba. Ông và người vợ hiện tại, nghệ sĩ cello Amanda Forsyth chủ yếu sống ở thành phố New York. Họ thường xuất hiện với tư cách nghệ sĩ độc tấu cùng nhau.

## Thu âm
Các bản thu âm của anh ấy đã nhận được 21 đề cử giải Grammy và hai lần thắng giải Grammy. Ông đã hợp tác với nhà làm phim Christopher Nupen trong một số dự án, và là chủ thể của bộ phim tài liệu "Pinchas Zukerman: Ở đây tạo âm nhạc" của Nupen năm 1974. Năm 2003, ông thành lập nhóm ngũ tấu dây, Zukerman Chamber Players và đã phát hành ba bản thu âm CD trong thêm vào danh sách các buổi biểu diễn trực tiếp.

## Album
- 2015: Brahms: Double concerto - Symphony No. 4 (Analekta), AN2 8782
- 2016: Baroque Treasury (Analekta), AN2 8783
- 2016: Vaughan Williams & Elgar - Royal Philharmonic Orchestra (Decca)

## Tham chiếu
- Boris Schwarz: Great Masters of the Violin. From Corelli and Vivaldi to Stern, Zukerman and Perlman. Simon and Schuster, New York 1983.
- Darryl Lyman: Great Jews in Music. J. D. Publishers, Middle Village, NY 1986.
- Stanley Sadie, H. Wiley Hitchcock (Ed.): The new Grove dictionary of American music.  Grove's Dictionaries of Music, New York, N.Y 1986.
- Kurtz Myers: Index to record reviews 1984-1987. G.K. Hall, Boston, Ma. 1989.
- Alan Rich: Masters of Music: Great artists at work. Preface by Nicolas Slonimsky, foreword by Isaac Stern, photographs by James Arkatov. Capra Press, Santa Barbara, Ca. 1990.